# 神田道太郎
神田 道太郎（かんだ みちたろう、生没年不詳）は、日本の建築技師。
1933年（昭和8年）に完成した済寧館（現・皇宮警察本部柔剣道場）の実施設計を主任技手として権藤要吉のもとで担当した。